# Request for Comments
RFC (anglicky Request For Comments, tj. žádost o komentáře) je v informatice označení řady dokumentů popisujících internetové protokoly, systémy apod. Jak název napovídá, RFC jsou považovány spíše za doporučení než normy (standardy) v tradičním smyslu (jako je například ČSN nebo ISO). Přesto se RFC dokumenty řídí drtivá většina Internetu. Vše je založeno na principu: „dodržuj doporučení, nebudeš mít problémy“ (při komunikací s jinými účastníky Internetu).

## Charakteristika
Jednotlivé RFC dokumenty vydává editor RFC podle příkazů Internet Architecture Board. Každé RFC má při zveřejnění přiděleno číslo. Žádné jednou vydané RFC se nikdy neruší, pouze se v budoucnu může upravit vydáním novějšího RFC.
Všechna RFC lze volně získat na adrese https://www.ietf.org/standards/rfcs/ a na mnoha dalších místech. Každé RFC je dostupné v podobě čistého ASCII textu (v angličtině), ze kterého se tvoří i další verze (např. HTML, PDF apod.).
Na rozdíl od klasických norem a standardů vydávaných klasickými normotvornými institucemi (jako např. ISO, ANSI apod.) vznikají RFC poněkud jiným způsobem. Původními autory jednotlivých RFC jsou obvykle konkrétní experti, kteří se snaží řešit konkrétní problém, jehož řešení nabídnou ve formě návrhu RFC Internetové veřejnosti (jako tzv. Internet Draft). Pokud je dané řešení (často již dobře fungující v rámci nějakého pilotního provozu) uznáno za přínosné, dokument se vydá jako RFC.
Toto pragmatické řešení standardů sestavovaných jednotlivci či malými skupinami na základě praktických zkušeností má mnohé výhody oproti formálnějším procesům standardizačních komisí u úřadů typu ISO. Standardy vytvořené pomocí RFC jsou (vzhledem k neexistenci jakékoli skutečné moci na jejich vynucování) až na výjimky dodržovány, přičemž pomohly rozšíření Internetu do dnešních celosvětových rozměrů.
Jistá neformálnost procesu vytváření RFC dokumentů se zrcadlí v tradici vydávání žertovných RFC, které jsou publikovány obvykle na apríla každého roku.
Bližší informace o procesu tvorby RFC jsou uvedeny v RFC 2026 (The Internet Standards Process, Revision 3).
První RFC dokument (RFC 1, Host Software) napsal Steve Crocker z Kalifornské univerzity a byl vydán 7. dubna 1969.